# 파이퍼 커먼
파이퍼 에리시 커먼(영어: Piper Eressea Kerman, 1969년 9월 28일 ~ )은 미국의 전 범죄자, 현 작가이다. 20대 초반 연인 캐서린 클리리 월터스(Catherine Cleary Wolters)와 사귀며 마약 거래 범죄에 동참한 죄로 2004년 유죄를 언도받아 교도소에서 15개월간 복역하게 된다. 출소 후 2010년, 이때의 경험을 바탕으로 회고록 《오렌지 이즈 더 뉴 블랙: 여자 교도소에서의 일년》을 펴내었고, 이 책은 이윽고 베스트셀러 반열에 올랐다. 2013년 젠지 코언이 그녀의 회고록을 바탕으로 넷플릭스에서 드라마 《오렌지 이즈 더 뉴 블랙》을 공개한다. 배우 테일러 실링이 파이퍼 커먼을 바탕으로 한 주인공 캐릭터 파이퍼 채프먼을 연기하였다.

## 같이 보기
- 테리사 주다이스
- 마사 스튜어트